# 奥羽永慶軍記
『奥羽永慶軍記』（おううえいけいぐんき）は、江戸時代に秋田の戸部正直によって記された軍記物語。

## 概要
久保田藩領出羽国雄勝郡横堀村（現・秋田県湯沢市）の医師である戸部正直が記した。元禄11年（1698年）に成立。
天文3年（1534年）から元和8年（1622年）にかけての奥羽地方の群雄争乱を題材にしている。
自筆本は現存しない。写本として、国立国会図書館本、静嘉堂文庫本、東京大学史料編纂所本、東京教育大学図書館本、東北大学図書館狩野文庫本がある。
東京大学史料編纂所本は計20冊あるが、写本の種類によっては20冊よりも少なく、内容が割愛されている写本やそれを参考にして出版された活字版が流通している。

## 史料的価値
本書の自序によると旧記や古老の見聞や直談を交えたものと記されている。あくまでも軍記物語であるが、戦国時代の東北地方の史料は少ないため、厳密な史料批判をした上で参考にせざるを得ず、古くから多くの歴史家に引用されている。
東京大学史料編纂所本の『奥羽永慶軍記』巻二十五に最上義光と伊達政宗の記述がある。伊達政宗については墓の発掘調査では159cmとされ、松尾剛次山形大学名誉教授は東京大学史料編纂所本にある記述と矛盾がないとしている。長身だったという逸話のある最上義光についても松尾名誉教授が東京大学史料編纂所本に六尺余りとあることを確認した。
東北地方の戦国大名の興廃を、温かな視点で丁寧に描いた戦記文学の傑作である。

## 刊本
- 史籍集覧. 〔69〕 / 近藤瓶城. 近藤瓶城, 1883-1884.
- 史籍集覧. 第7-11冊 / 近藤瓶城. 近藤活版所, 1900-1901.
- 史籍集覧. 第1-9冊 / 近藤瓶城. 改定. 近藤出版部, 1902-1926.
- 戦国史料叢書. 第2期 第3. 人物往来社, 1966.
- 戦国史料叢書. 第2期 第4. 人物往来社, 1966.
- 史籍集覧. 第12冊-第16冊 / 近藤瓶城. 新訂増補 角田文衛, 五来重編. 臨川書店, 1967.
- 改定史籍集覧. 第8冊 / 近藤瓶城. 臨川書店, 1983.11.
- 新奥羽永慶軍記. 会津の巻 / 安彦好重. 歴史春秋出版, 2002.3.
- 奥羽永慶軍記 / 戸部一憨斎正直. 復刻版. 無明舎出版, 2005.2.